# 江畅
江畅（1957年—），哲学博士，湖北大学教授、高等人文研究院名誉院长，主要从事伦理学、价值哲学和西方哲学研究。

## 社会兼职
江畅教授兼任中国国家社科基金评议组专家、中国国家马工程“伦理学”学科专家、中国伦理学学会副会长、中国价值哲学研究会副会长等。

## 荣誉
- 中国教育部“长江学者”特聘教授
- 享受中国国务院特殊津贴